# Summer Newman
Summer Ann Newman (Anciennement, Travers et Abbott) est un personnage de fiction du feuilleton télévisé Les Feux de l'amour. Elle est interprétée par Allison Lanier depuis le 17 mai 2022 aux États-Unis.

## Interprètes
En tant que bébé et enfants :
- Elara Beth et Rhea Jane Kerwin (2006-2008)
- Sophia et Angelina Hert (2008)
- Chiara et Bianca D'Ambrosio (2008)
- Samantha Bailey (2009)

Puis Summer revient en 2012 en tant que adolescente puis adulte interprétées par :
- Lindsay Bushman (juin 2012 à septembre 2012)
- Hunter King (du 15 octobre 2012 à 2016 puis en juin 2018 à février 2022)
- Bayley Corman (en octobre 2018)
- Allison Lanier (depuis 17 mai 2022)

## Histoire

### Conception
Après la mort de Cassie, Nicholas devient inconsolable. Marié à Sharon, il entame une relation adultérine avec Phyllis, la compagne de Jack. Elle tombe enceinte (ce qui la surprend car son médecin lui avait dit qu'elle ne pouvait plus concevoir d'enfant) mais ne sait pas qui de Nick ou Jack est le père du bébé. Nick et Jack font donc un test de paternité, seul Nick voit les résultats : ceux-ci indiquent qu'il est le père.

### Naissance
C'est le 18 décembre 2006, lors d'une tempête de neige que Jack accouche Phyllis dans l'ascenseur de Newman Entreprises et donne naissance à la petite fille. Nick & Phyllis décident de l'appeler Summer Ann, à la fois en référence au nom de famille de Phyllis (Summers) et en hommage à Cassie dont le deuxième nom était Ann.

### Enfance
Alors qu'ils sont encore bébés, Summer et Fenmore, le fils de Michael et Lauren se font enlever par Sheila Carter, une psychopathe obsédée par Lauren. Elle va jusqu'à prendre l'apparence de Phyllis. Finalement, Lauren tue Sheila et les enfants sont rendus à leurs parents.
En 2009, elle est empoisonnée par Patty Williams alias Mary Jane Benson, qui souhaite se venger de sa mère qu'elle a vu flirter avec Jack, qui lui fait un bisou après avoir mangé du beurre de cacahuète alors qu'elle y est allergique. Elle se retrouve dans un état critique et tombe dans le coma. Heureusement, elle finit par se réveiller mais avec beaucoup de mal pour s'exprimer car son cerveau est atteint. Alors, Phyllis l'emmène se faire soigner en Suisse.
En 2010, ses parents divorcent et obtiennent sa garde partagée. Fin 2011, ils se remettent ensemble et finissent par lui annoncer la bonne nouvelle.

### Summer, une ado rebelle
Le 8 juin 2012, Summer apparaît comme adolescente au mariage de ses parents au Gloworn. Nick et les invités attendent Phyllis avec impatience mais celle-ci n'arrive pas et ne répond pas au téléphone. Nick décide d'aller chez eux et la trouve par terre avec sa robe de mariée, répétant en larmes qu'elle a perdu le bébé qu'elle portait et qu'elle en est désolée. Nick annule le mariage et appelle les secours. Lorsqu'ils reviennent chez eux, Phyllis est abattue. Malgré tout Nick tient à se marier alors ils organisent une cérémonie improvisée chez eux le lendemain et Katherine les marie devant leurs enfants seulement (épisode diffusé en France en août 2015 sur TF1). Quelques jours plus tard, son frère Danny est arrêté pour suspicion de meurtre sur sa femme Daisy après que celle-ci ait disparu. Alors, Nick & Phyllis la font partir en Allemagne afin d'animer une colonie pour l'éloigner de la tourmente médiatique. Cependant, peu après, la police découvre que c'est Phyllis qui a écrasé Paul & Christine en voiture en 1994. Alors qu'il y a prescription des faits, Christine réussit à la faire poursuivre en prouvant qu'elle était déjà agent fédéral en 1994 et que la prescription ne s'applique pas dans ce cas-là. Quand Phyllis se rend compte qu'elle sera alors bientôt arrêtée, Nick fait revenir Summer pour qu'elle la soutienne et alors qu'ils se retrouvent en famille au Néon Ecarlate, Christine fait arrêter Phyllis devant eux par l'agent Ronan Malloy. Nick essaye alors de la convaincre d'aller vivre à New York pendant quelque temps avec Noah mais elle refuse catégoriquement et tient à être là pour sa mère. D'ailleurs, lorsqu'elle croise Christine quelques jours plus tard, elle n'hésite pas à lui dire ses quatre vérités et l'accuse d'avoir voulu humilier sa mère en l'arrêtant en public.
Summer, Adam et Chelsea feront un accident de voiture, ce qui conduira à la fausse-couche de Chelsea.
On apprend que Summer n'est pas la fille biologique de Nicholas Newman mais celle de Jack Abbott, puis finalement; grâce à une apparition de Cassie que cela n'est pas vrai mais que c'est Sharon qui a modifié les résultats du test de paternité pour faire passer Jack pour le père de Summer. Elle lui explique ses raisons et comment elle a procédé à cette modification.

### Summer hospitalisée
Summer étant mannequin pour Jabot doit avoir de l'énergie. Esmerelda conseille des pilules énergétiques à Summer. À la séance photo, Summer est pleine d'énergie. Esmerelda pense que Summer a pris une pilule énergétique, mais non, elle en a pris trois. En sortant de la séance photo, elle tombe dans les escaliers où * Phyllis Newman a eu son accident. C'est * Sharon Newman qui retrouve Summer, elle croit revivre la scène avec Phyllis. Elle tombe dans le coma quelques jours puis se réveille.

### Rencontre avec Ian Ward
En février 2014, alors qu'elle est encore sous le choc d'avoir appris que Nicholas n'était pas son père . Elle en parle à Ian, sans savoir qui il est. Très vite, il devient son coach de vie mais lorsqu'il menace Nikki Newman en lui disant qu'il va faire à Summer, il est arrêté.
Le coma de Phyllis Newman
Après une nouvelle dispute avec Sharon à propos de l'identité du père de Summer qui est en réalité Nick, Phyllis tombe dans les escaliers et reste un an dans le coma. Summer vivra très mal cette période. Elle va se rapprocher de plus en plus de Jack. Et elle tombera amoureuse d'Austin Travers et finiront par se marier.

### Retour de Phyllis
Summer sera très heureuse du retour de sa mère mais aura du mal à lui avouer que durant cette année de nombreux changements ont eu lieu et qu'elle s'est mariée.

### Retour à Genoa City
- Summer revient en ville début juin 2018. À son arrivée, elle surprend dans son appartement Phyllis et William dans son appartement et leur fait part des raisons de son retour. Plus tard dans la soirée, elle est arrêtée pour avoir volé le véhicule à son ex-amant. Summer passe la nuit en prison et en sort le lendemain. Phyllis blâme son comportement, tandis que Nick et même William sont moins strictes avec elle. Summer commence à apprécier la compagnie de William et commence à lui faire du rentre-dedans, pensant que William à des vues sur elle. Ce dernier engage Summer chez Jabot après qu'elle lui ait parlé de l'offre d'emploi que Lauren lui a soumise. Il la met en équipe avec Kyle, dont la mésentente est présente. Connaissant les faiblesses de William, Summer invite un soir ou Phyllis est en voyage d'affaires des amis férues de poker. William voit cela et résiste à la tentation, mais il finit par céder. Le lendemain, il exige à Summer de garder le secret, elle accepte. Mais ça ne s'arrête pas là, puisque après une soirée avec Phyllis, il accepte la demande d'aide de Summer, endetté après une énième partie de poker, et finit par la sauver en gagnant la partie.

- William à récemment acquis un yacht, qu'il a nommé le « Yachtbot » et le fait savoir à Phyllis, mais il le perd très vite lors d'une énième soirée au poker ou Phyllis était partie en voyage d'affaires. Il tente de le regagner, secrètement. Summer le couvre dans ses déboires. Ashley, qui a récemment quitté Newman pour revenir chez Jabot, se pose des questions sur les dépenses de William et le soupçonne de cacher quelque chose, tout comme Phyllis lorsqu'elle découvre que William, censé passer la soirée au bureau, n'était pas présent. Sous l'intermédiaire d'Hilary, Phyllis engage un détective privé qui lui informe que William est dans une suite de l'Athletic Club. Soupçonnant une tromperie de sa part, Phyllis se rue à l'Athletic Club et surprend William en pleine partie de poker. Ils finissent par se disputer et au cours de cette dispute, elle apprend également que Summer était dans la confidence et que William avait perdu le Yachtbot, avant de gagner la partie de cette soirée qui lui permet de réparer son erreur et de récupérer le Yachtbot. Néanmoins, Phyllis apprend que Summer couvrait William lors de ses parties de poker et finit par chasser William de l'appartement de Summer.

- William part vivre temporairement au manoir des Abbott. Phyllis apprend à Jack que celui-ci s'est remis à jouer. Jack lui conseille de donner une seconde chance à William et Phyllis accepte de lui pardonner, jusqu'à ce qu'elle le surprenne secrètement le soir même en train de jouer à nouveau dans une suite au Club. Elle s'éclipse discrètement et retrouve Nick en bas, qui lui explique que Sharon à enlevé sa bague de fiançailles à cause de son acte (voir Nicholas Newman ou Victor Newman). Phyllis compatit avec lui et partent dans l'appartement de Summer ou ils se mettent à jouer aux jeux vidéos, puis ils se complimentent mutuellement et finissent par coucher ensemble. Le lendemain, ils décident de ne pas reparler de cette soirée et de revenir vers leurs conjoints respectifs. Phyllis finit par retrouver William et accepte son pardon, mais elle finit par lui avouer qu'elle le faisait espionner, ce qui met William en colère et celui-ci part, vexé par l'attitude de Phyllis. Un soir, William part boire un verre dans la terrasse de l'Athletic Club lorsque Phyllis et Lauren arrivent et lui font des reproches. William rejette leurs conseils, notamment ceux de Phyllis. Nicholas finit par intervenir et confronte William sur ses agissements de ces derniers temps et le remet en question sur sa manière de diriger Jabot. Les deux hommes finissent par se battre avant que Nick le mette à nouveau en garde.

- Parallèlement, Kyle a appris que Phyllis a couché avec un autre homme que William, et il lui demande des comptes sur l'identité de cet homme, Phyllis refuse de lui donner des détails. Summer constate que leur relation est tendue et part chercher des informations auprès de Kyle, qui refuse de lui dire ce qu'il a découvert. Le même soir, Summer tente en quelque sorte de raviver la flamme qu'il y'avait entre elle et Kyle, et les deux finissent par s'embrasser dans son appartement. Sur le coup de l'action, Kyle révèle accidentellement qu'un homme se trouvait dans l'appartement l'autre soir. Summer apprend que Phyllis a trompé William. En fouillant dans son répertoire, elle constate que des nombreux coups de fil ont été passées à Jack ces derniers temps. Summer tente de rapprocher Jack et Phyllis en inventant un prétexte que Phyllis n'est pas heureuse avec William et que Jack a besoin de soutien par rapport à sa paternité. Les deux ex se retrouvent dans l'appartement de Summer et se "réconfortent", jusqu'au moment où Jack tente de l'embrasser. Phyllis le repousse gentiment en lui avouant qu'elle est heureuse avec William. Jack part brusquement. En rediscutant de ce qu'il s'est passé, ils constatent que Summer leur a tendu un piège. De son côté, Kyle qui a surveillé Phyllis et Jack via une caméra que Summer a installée, apprend à cette dernière que Phyllis n'a pas couché avec Jack ou avec un autre homme dans la journée. Summer est déçue mais n'abandonne pas. Dans la soirée, Sharon organise une soirée filles pour les essayages de robes de demoiselles d'honneur. Elle convie Mariah, Summer, Nikki et Victoria. Phyllis s'incruste et confronte sa fille pour son acte. Plus tard, Nick rentre et Sharon apprend à tous qu'elle et Nick ont failli annuler leur mariage un soir, ce qui met la puce à l'oreille de Summer, notamment en regardant les regards de ses parents. Elle demande à Mariah les détails de la brève séparation de Nick et Sharon, elle apprend que c'est par rapport à la nouvelle entreprise de Nick, Etalon Noir et que Nick est revenu que le lendemain matin. Plus tard, elle revient en parler à Kyle qui commence à penser que Nick était l'amant de Phyllis ce soir là et demande des détails à Summer. Grâce aux détails de cette dernière, ils apprennent que Nick et Phyllis ont eu une liaison ce soir là.

- Summer avoue à sa mère être au courant de son infidélité et souhaite le dire à William. Phyllis tente de l'en dissuader mais Summer refuse. Phyllis informe Nick de la découverte de Summer. Nick intervient et pour faire taire Summer, il lui fait un chèque avec une grosse somme d'argent, espérant acheter son silence. Summer accepte à contrecœur. Phyllis commence à se demander si Summer n'est pas attirée par William. Ce dernier décide de partir en Philadelphie pour représenter Jabot et faire part de son nouveau projet concernant les Jaboutiques. Summer décide de le suivre secrètement et prétexte à Lauren avoir l'envie d'y aller pour elle aussi représenter Fenmore lors de la conférence. Après mûre réflexion, Lauren accepte que Summer s'y rende mais change très vite d'avis et décide d'y aller elle même. Summer est déçue mais elle ne s'arrête pas là. Elle réussit à se procurer un billet direction Philadelphie. Kyle l'apprend et parle à Phyllis de la destination de Summer et du fait qu'elle veuille attirer William dans son lit. Phyllis n'en croit pas et part chez Summer ou elle retrouve un billet qui à bel et bien comme destination la Philadelphie. Phyllis confronte Summer, qui finit par admettre qu'elle veut lui prendre William, leur discussion vire à la dispute et de leur querelle ressortent des reproches. Lorsque Summer dit que Phyllis mérite de souffrir pour toutes les choses qu'elles à faites aux autres, cette dernière la gifle violemment. Summer part. Phyllis décide de se venger de sa fille et lui envoie (via l'ordinateur de William) un rendez-vous au Yachtbot afin de se débarrasser d'elle.

- Peu après, Summer revient en ville, bien décidée à se venger de sa mère. Elle la confronte au manoir des Abbott. D'un autre côté, a cause de Phyllis, Summer perd son pari et Kyle souhaite coucher avec elle, mais il préfère prendre son temps pour en profiter. Le soir du lancement d'Étalon Noir, elle et Kyle s'éclipsent plus tôt de la soirée pour pouvoir coucher ensemble. Summer souhaite faire ça à la va-vite, mais Kyle se rend compte qu'il à toujours des sentiments pour Summer et lorsqu'elle part se changer, il fait semblant de dormir et part discrètement le lendemain. Summer le cherche tandis que Kyle l'évite, ils se retrouvent au Néon Ecarlate ou Summer comprend qu'il n'a pas couché avec elle car il l'aime encore, Kyle finit par confirmer que c'est le cas avant de tenter de partir. Summer lui avoue qu'elle l'aime également comme un frère. Blessé, Kyle s'en va.

- Quelque temps plus tard, Kyle se met en couple avec Lola Rosales, une jeune entrepreneuse qui gère un food-truck. Summer découvre la nouvelle petite-amie de Kyle et jalouse de celle-ci, tente de reconquérir Kyle, mais ce dernier affirme avoir tourné la page avec elle et être heureux avec Lola, ce qui rend Summer malheureuse et l'amène ainsi à quitter la ville pour Dubaï ou elle a reçu une proposition de travail faite par Victor pour gérer le département immobilier. Elle revient à Genoa quelques semaines plus tard, en fin janvier 2019, cette fois-ci déterminée à reconquérir Kyle. Mais elle apprend que ce dernier est toujours avec Lola. Afin de rendre jaloux ce dernier, elle se sert de Fen, récemment de retour en ville. Son plan pour rendre jaloux Kyle ne marche pas mais crée des tensions au sein de son couple avec Lola, notamment un soir ou les amoureux exposent sans le vouloir publiquement leurs problèmes lors d'une dispute, particulièrement centré sur Summer, ce qui entraîne la séparation de Lola et Kyle. Ce dernier déprime et fête la Saint-Valentin seul. Summer, qui cherche par tous les moyens à récupérer Kyle, le suit au chalet Abbott et lui déclare sa flamme avant de l'embrasser sous les yeux de Lola. Elle confronte Kyle et Summer. Kyle lui jure que ce baiser n'était pas voulu tandis que Summer affirme le contraire.

- Plus tard dans la soirée, Lola à un grave accident et est emmené à l'hôpital. Elle est plongée dans le coma et a besoin d'une greffe de foie pour survivre. Lorsque Summer apprend pour l'accident, elle se rue à l'hôpital voir Kyle qui l'accuse sur le coup. Summer est également suspectée par Arturo et Rey Rosales, les grands frères de Lola et apprend que Kyle aurait apporté des informations à Rey qui laisse penser que Summer est mêlée à l'affaire. Elle part confronter Kyle en furie à cause de ce qu'il à raconté à Rey, avant d'apaiser la discussion et de lui déclarer sa flamme. Cependant, Kyle affirme à Summer qu'il est amoureux de Lola et met un point final à leur conversation. Peu après, Kyle décide avec l'aide de Mariah de faire une interview en direct en demandant aux téléspectateurs de se mobiliser pour sauver Lola, en faisant don de sang pour savoir s'ils sont compatibles ou pas. Summer fait le test, qui montre qu'elle est compatible. Elle l'annonce à Kyle, qui est ravi d'avoir trouvé un donneur compatible. Mais elle ne veut pas pousser les choses trop vite et organise un dîner à l'Athletic Club, que Kyle accepte. Ce dernier lui révèle être heureux et prêt à lui donner ce qu'elle désire pour qu'elle accepte de sauver la vie de Lola, même l'épouser. Summer est abasourdie par la requête de Kyle. Il lui répond qu'il pourrait le faire malgré son amour pour Lola mais Summer, pas convaincue par les sentiments de Kyle, refuse. Il la retient et admet finalement qu'il avait toujours des sentiments pour elle lorsqu'elle est revenue, qu'il tentait de l'oublier et qu'il lui a rendu son baiser le soir de la Saint-Valentin. Désormais convaincue, Summer propose qu'ils se marient pour une année et que si les choses tournent mal, ils divorceront. Elle lui demande également de lui faire sa demande, Kyle accepte.

### Le mariage de Kyle et Summer
- Kyle et Summer se marient le 15 mars 2019 (épisode diffusé le 25 janvier 2022 sur TF1). Juste après a lieu l'opération de Summer et Lola. Cependant, ils font croire à leurs proches qu'ils partent en lune de miel quelques jours. Après l'opération, Kyle reste aux côtés de Summer, puis va voir Lola, qui s'est réveillé depuis peu. Il lui apprend que Summer est la donneuse et qu'il s'est marié avec elle. Lola est anéantie puis va remercier Summer et termine en souhaitant ne plus jamais la recroiser. Kyle et Summer rentrent ensuite à la résidence Abbott en faisant croire à leurs proches qu'ils sont partis en lune de miel. Mais Jack remarque l'état de Summer et lorsqu'elle part se coucher, demande à Kyle ce qu'il se passe. Kyle finit par lui révéler toute la vérité sur cette histoire. Jack va voir Summer et lui demande ce qu'elle pense de cette histoire et ce qu'elle ressent pour Kyle, elle lui répond qu'elle aime son fils. Ensuite, Kyle et Summer avouent à Nick qu'elle est la donneuse anonyme de Lola. En apprenant ça, Nick discute en privé avec Kyle et le met en garde, bien qu'il lui souhaite par la suite la bienvenue chez les Newman.

- Un jour, Phyllis, qui vient elle aussi d'apprendre que Summer est la donneuse de Lola, lui propose de partir en vacances pour 2 jours. Cette dernière, anxieuse de partir sans Kyle, finit par accepter la proposition de sa mère mais fait très vite demi-tour à Genoa, réalisant qu'elle ne peut pas partir sans Kyle. Sur place, elle le cherche partout et ratisse la ville pour le retrouver. En rentrant chez les Abbott, elle finit par le retrouver. Kyle lui explique que son téléphone n'avait plus de batterie et qu'il voulait se vider l'esprit. Ils montent ensuite faire l'amour mais Kyle n'y arrive pas. Il avoue ensuite à Summer qu'il a dîné avec Lola, qu'ils ont failli coucher ensemble et que Kyle a interrompu le moment. Réalisant qu'il n'est pas passé à l'acte pour elle, Summer accepte de pardonner sa bêtise. Cependant, elle finit par apprendre que sa mère est impliqué dans le rapprochement de Kyle et Lola et va la confronter à ce sujet. Phyllis avoue son acte mais lui dit que c'était pour la protéger car elle pense que Kyle lui sera infidèle à l'avenir. Summer lui ordonne d'arrêter d'interférer dans sa vie de couple.

- Le 22 avril 2019, Abby et Devon inaugurent le Society. Comme tout Genoa, Summer et Kyle s'y rendent. En croisant Lola, Summer lui offre une épée ardente en bois en guise de cadeau et se rend compte en même temps que le collier que Kyle a acheté et qu'elle pensait destiné à elle est agrippée au cou de Lola. Dans la soirée, Kyle retrouve Lola et l'embrasse sous les yeux de Nick qui le surprend et le menace de mettre immédiatement fin à son mariage. Summer intervient en voyant son père attaquer Kyle et lui demande de les laisser tranquille, ils décident de rentrer. Summer demande à Kyle pourquoi Nick est venu agresser verbalement Kyle, il lui avoue que c'est parce qu'il l'a surpris embrasser Lola. Summer est anéantie et se rend compte que Kyle s'est servi d'elle pour sauver la vie de Lola. Elle tente tout de même de sauver son mariage, tandis que Kyle est plus réaliste avec elle, il est amoureux de Lola et rester avec Summer ne fera que les rendre malheureux. Kyle s'excuse auprès de Summer et en profite pour mettre fin à son mariage et la quitter.
- En 2020, Kyle et Summer se remettent ensemble, ne pouvant plus nier à l’attraction, leur amour et leur attirance. En 2020, Kyle a offert à Summer un cadeau spécial, une partie du collier d’émeraude de Dina. Summer a toujours eu une relation étroite et spéciale avec Dina, la grand-mère de Kyle. En 2021, Kyle a découvert qu’il avait un fils avec Tara Locke (épisodes diffusé en septembre 2023 sur TF1), et Tara essaie de faire sortir Summer de la vie de Kyle. Lorsque Tara a été exposée, Kyle a apprécié le sacrifice de Summer pour que Kyle continue à faire partie de la vie de Harrison. Tara est envoyée en prison pour détournement de fonds. Kyle et Harrison ont déménagé à Milan pour être avec Summer, et Kyle et Summer se sont mariés à Milan où ils élèvent Harrison ensemble, devenant des parents merveilleux et s’épanouissant dans leur carrière tout en devenant un couple plus fort.